# Extrême Jalousie
Extrême Jalousie ou Assassinat sur commande (Willing to Kill: The Texas Cheerleader Story) est un téléfilm américain réalisé par David Greene.

## Résumé
Préoccupée par l’échec de sa fille au concours d’entrée de l’équipe des majorettes du collège, Wanda se met en tête d’éliminer sa voisine, dont la fille a réussi l’examen…
Wanda Holloway, mère de deux enfants et remariée récemment, s'installe avec sa famille dans une résidence d'une petite ville du Texas. Au fil des semaines, elle se lie d'amitié avec sa voisine, Verna Heath… Trois ans ont passé, Amber, la fille de Verna, et Shanna, celle de Wanda, sont devenues les meilleures copines du monde. Pourtant, un événement va briser l'entente jusque-là parfaite des deux mères. Wanda n'a pas supporté que sa fille soit recalée aux sélections de l'équipe des majorettes de l'équipe de football locale, alors qu'Amber, elle, a été brillamment reçue. Animée par la jalousie, Wanda tente de faire annuler, sous un prétexte fallacieux, le résultat du concours. Mais ses efforts demeurent vains… Un an plus tard, de nouvelles sélections sont organisées. Shanna, qui a travaillé toute l'année avec un entraîneur personnel, a toutes les chances de séduire les juges. Mais cette fois, c'est Wanda qui en fait trop : elle distribue des plaquettes publicitaires vantant les mérites de sa fille. Cette pratique étant interdite, Shanna est disqualifiée… Totalement obsédée par cet échec elle fait appel à Terry et lui demande d'éliminer Verna…
Comment un événement a priori sans importance peut conduire une mère de famille à commanditer un meurtre ? Véritable phénomène de société, au Texas comme partout dans l'Amérique dite "profonde", ces remuantes "Pom pom girls" encouragent les équipes de football locale. Précision utile : ce téléfilm est adapté d'un fait divers authentique.

## Fiche technique
- Réalisation : David Greene
- Scénario : Alan Hines
- Montage : Daniel Cahn
- Costumes : Faye Sloan
- Montage effets son : Vince Garcia Larry Goodwin & Jack Levy
- Production : James G. Hirsch, Robert A. Papazian Jr., Carol Starr Schneider, Alan Stepp
  - Production associé : Jack Allen
  - Production déléguée : Stockton Briggle, Sally Young
- Sociétés de production : David Eagle Productions - Papazian-Hirsch Entertainment International LP - Stockton Briggle
- Année de production : 1992
- Genre : drame
- Durée : 1h28
- Date de diffusion :
  -  États-Unis : 8 novembre 1992
  -  France : 22 juillet 1994 (Canal+)

## Distribution
- Lesley Ann Warren (VF : Évelyn Séléna) : Wanda Holloway
- Tess Harper : Vena Heath
- Dennis Christopher : Randy
- Olivia Burnette : Shanna Harper
- Lauren Woodland : Amber Heath
- Joanna Miles : Joyce
- Casey Sander : Tony
- Arlen Dean Snyder
- Dale Swann
- Ann Walker
- Lee Chamberlin
- Alan Stepp : Jack Heath
- Jim Calvert
- Wayne Duvall : le principal
- Kevin E. West
- William Forsythe : Terry
- David Paul Needles : le pasteur
- Heather Lauren Olsen : Shanna, à l'âge de 8 ans